# Musztáng
A musztáng egy kistestű, erős testfelépítésű lófajta, amelyet az Észak-Amerikába behozott spanyol lovak elvadult utódjának tekinthetünk. Az óriási területeken önállóan szaporodó egyedekről nem lehet konkrét fajtaleírást adni. Vannak állományok, amelyekre erősebben hatottak az angol telivér, a quarter lovak, de kevés vérvonal alakult ki a változékonyság következtében.

## Nevének eredete
A középkori Spanyolországban a legnagyobb nyájak birtokosai Mesta (Honrado Concejo de la Mesta de Pastores) név alatt egyesületbe tömörültek. Az 1273-ban létrejött intézmény, a több milliós vándorló merinó juhállomány (Merinos transhumantes) legelőváltós (télen a déli, nyáron az északi tartományokban legeltek) tartására a spanyol királyoktól a legeltetés helyére és utak kijelölésére 1858-ig privilégiumot élvezett. Így a Mesta tagjainak juhai a vándorélet következményeként hatalmas területeket bejártak.
A Mesta szervezet spanyol elnevezése a latin "animalia mixta" (kevert állatok) kifejezésből ered. 
A musztáng név a spanyol mesteño szóból ered, melynek jelentése vad, elkóborolt, gazdátlan, csavargó. A la mesta kifejezés magyarul annyit tesz, mint mindenkihez és senkihez sem tartozik. Más források szerint az angol mustang szó a mexikói-spanyol mestengo szóból ered, mely a spanyol mesteño szóból származtatható, melynek jelentése a Mesta kiterjedt intézményében tartott és elkóborolt jószág.
A „Musztáng” név, a lófajta szívóssága, kecsessége és függetlensége miatt a nagy teljesítményű gépek és sportkabalák körében világszerte népszerű lett.

## Története

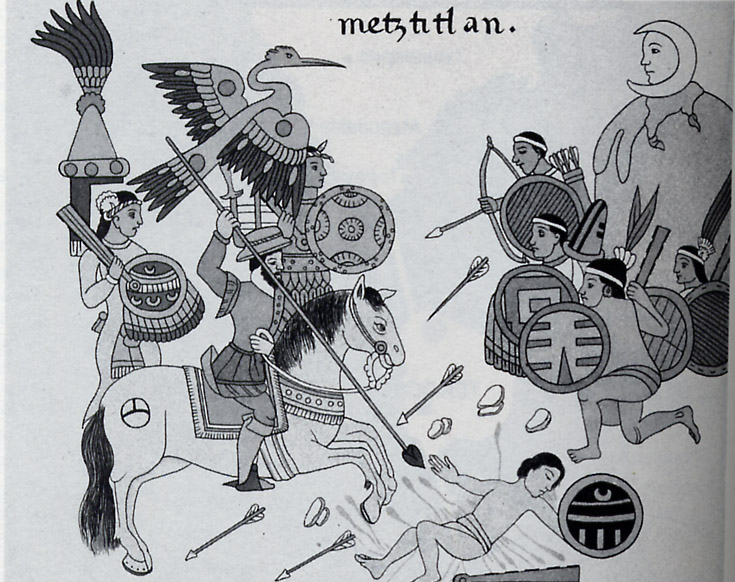
Hernán Cortés 1519-ben hajózott Amerikába, amikor 16 lovat vitt magával és a lovak egyike mogyorószínű ló volt, a hasán fehér foltokkal.

Az Amerikában őshonos lovak kihalása után több tízezer évig nem volt ló a földrészen. Először a spanyol Cortez 1519-es mexikói partraszállásakor találkozhattak az őslakosok lovakkal. 1541-ben a spanyol Coronado-expedíció is lovakkal érkezett és sokáig úgy gondolták, hogy a musztángok az ő elcsatangolt lovainak leszármazottai. Valószínűleg a legelső musztángok az 1500-as években Mexikóba hozott spanyol lovaktól származtak, amelyeket a telepesek tartottak. Csere és lólopások útján kerültek indián kézre. Ezen lovak közül némelyek elszabadultak és elvadultak és így gyorsan elterjedtté váltak Északnyugat-Amerikában. 

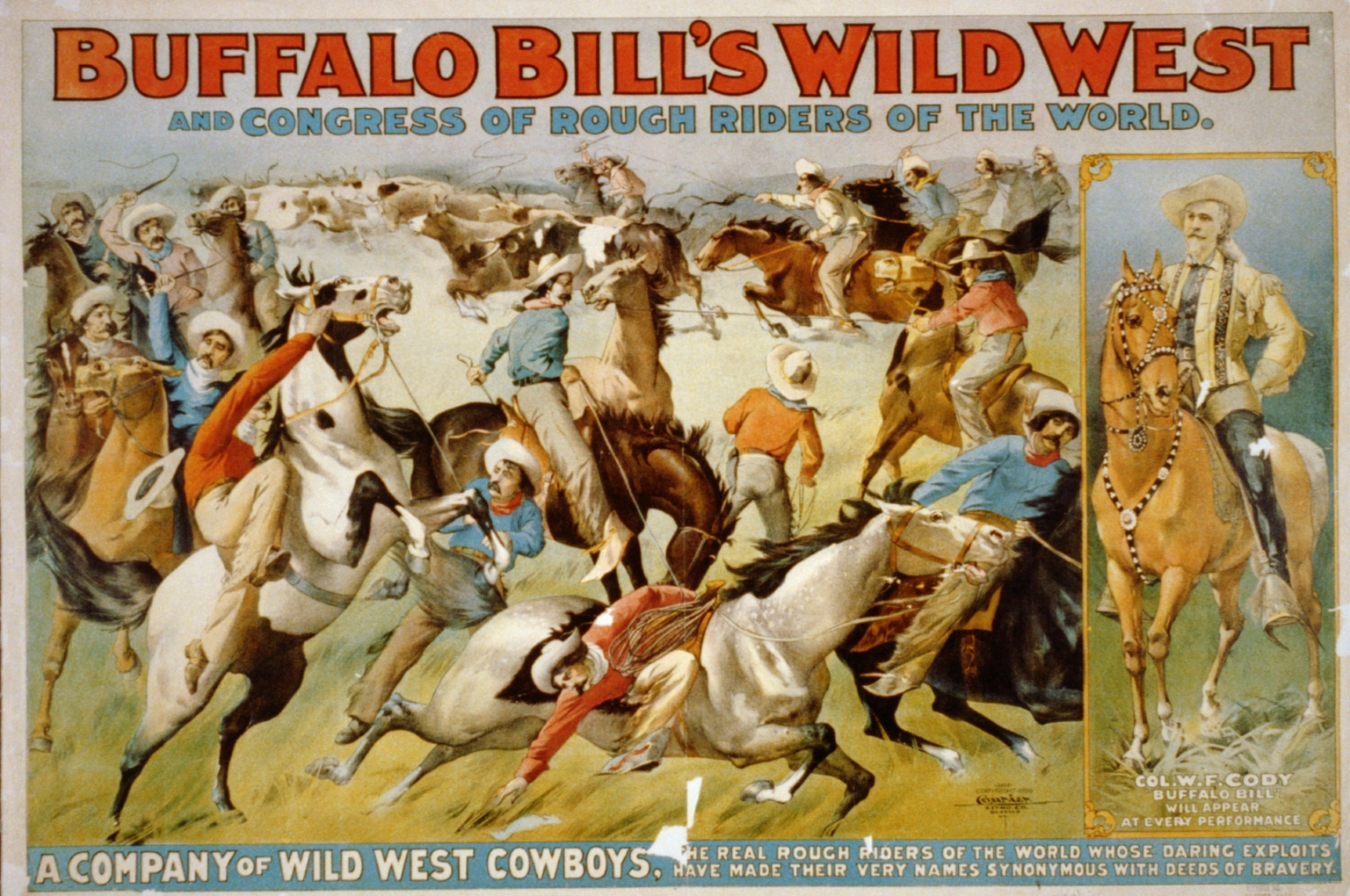
Buffalo Bill híres vadnyugati cirkuszának plakátja

Az 1800-as évek közepétől a fehér telepesek elkóborolt vagy nagy számban kinn tartott lovai frissítették a génállományt. Sok farmer télen kiterelte az állatokat, majd azután ismét befogta őket vagy más musztángokat, amikor a tavasz beköszöntével ismét szükség volt rájuk. Néhány farmer úgy növelte a helyi ménest, hogy lelőtte a domináns csődört és importált csődörrel helyettesítette azt. Ezek a változtatások különösen a száraz területeken voltak hasznosak, ahol a ménesek a száraz évszakban elkülönültek és beltenyészet alakulhatott ki.
1900-ra már körülbelül egy millió vad musztáng élt Észak-Amerikában. A musztángok jó erőforrásnak bizonyultak, mivel befoghatták és használhatták vagy eladhatták őket (különösen katonai célokra), illetve táplálkozási célokból vágták le a lovakat, később inkább állateledelnek. Kártevőknek tekintették őket, mivel elették a marhák elől a takarmányt. 1900-tól a musztáng populáció drasztikusan lecsökkent. Napjainkban, a vadon élő musztáng populáció nagysága 40.000 és 100.000 közé tehető, melynek körülbelül fele Nevadában él. Pár száz vad musztáng él még Albertában és Brit Columbiában.

### Megmentőik
A musztángokat nem minden ember tekintette kártevőnek. Frank Hopkins lova Hidalgo is egy musztáng volt, aki  1890-ben megnyerte az Arab-sivatagon át vezető távlovaglóversenyt. Frank T. Hopkins, aki eredetileg cowboy volt a 19. század egyik legnagyobb lóversenyzőjének számított, róla és híres lováról, 2004-ben filmet is készítettek Viggo Mortensen főszereplésével.
Monty Roberts napjaink egyik talán legismertebb lószakértője, aki, miután látta, hogy apja és a többi cowboy hogyan töri be a vadlovakat, kitalált egy új módszert, az úgynevezett csatlakozást, amellyel megkíméli az állatot az ütésektől, kínzástól és megfélemlítéstől. Ez a módszer a ménesek hierarchiáján alapszik, melyben az ember átveszi a matriarcha szerepét, így a ló közüle valóként tekint rá. Nagyon fontos megemlíteni, hogy a ló semmire sem kényszeríthető. Ez által a módszer által pedig megfejthetőbbé válik a ló szándéka, saját akaratából dönt úgy, hogy segíti-e az embert vagy sem.  Több könyvet írt, melyekben a vadlovak  megszelídítésével, a házilovak elindításával foglalkozik, és más, megfélemlített vagy rossz nevelésben részesült lovaknak segít újra bízni az emberben. Az ő személye ihlette a Suttogó című filmet, valamint egy dokumentum film is készült egy musztáng, Shy Boy csatlakozásáról.

### Napjainkban

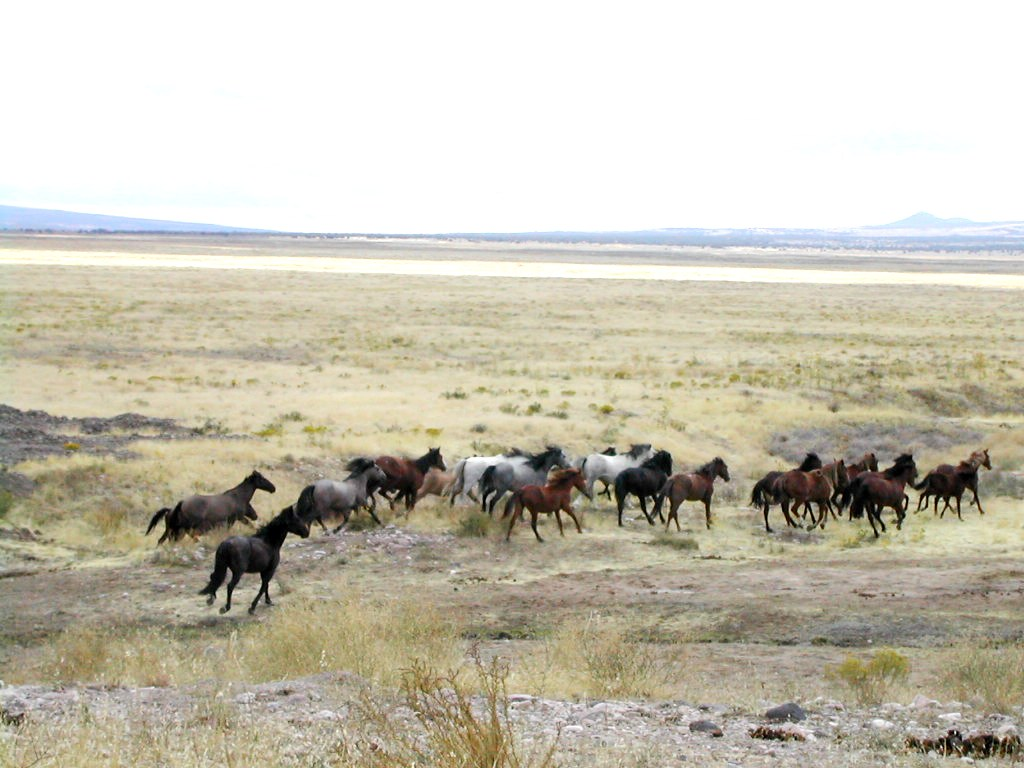
Szabadon vágtató musztángok (2005, Utah)

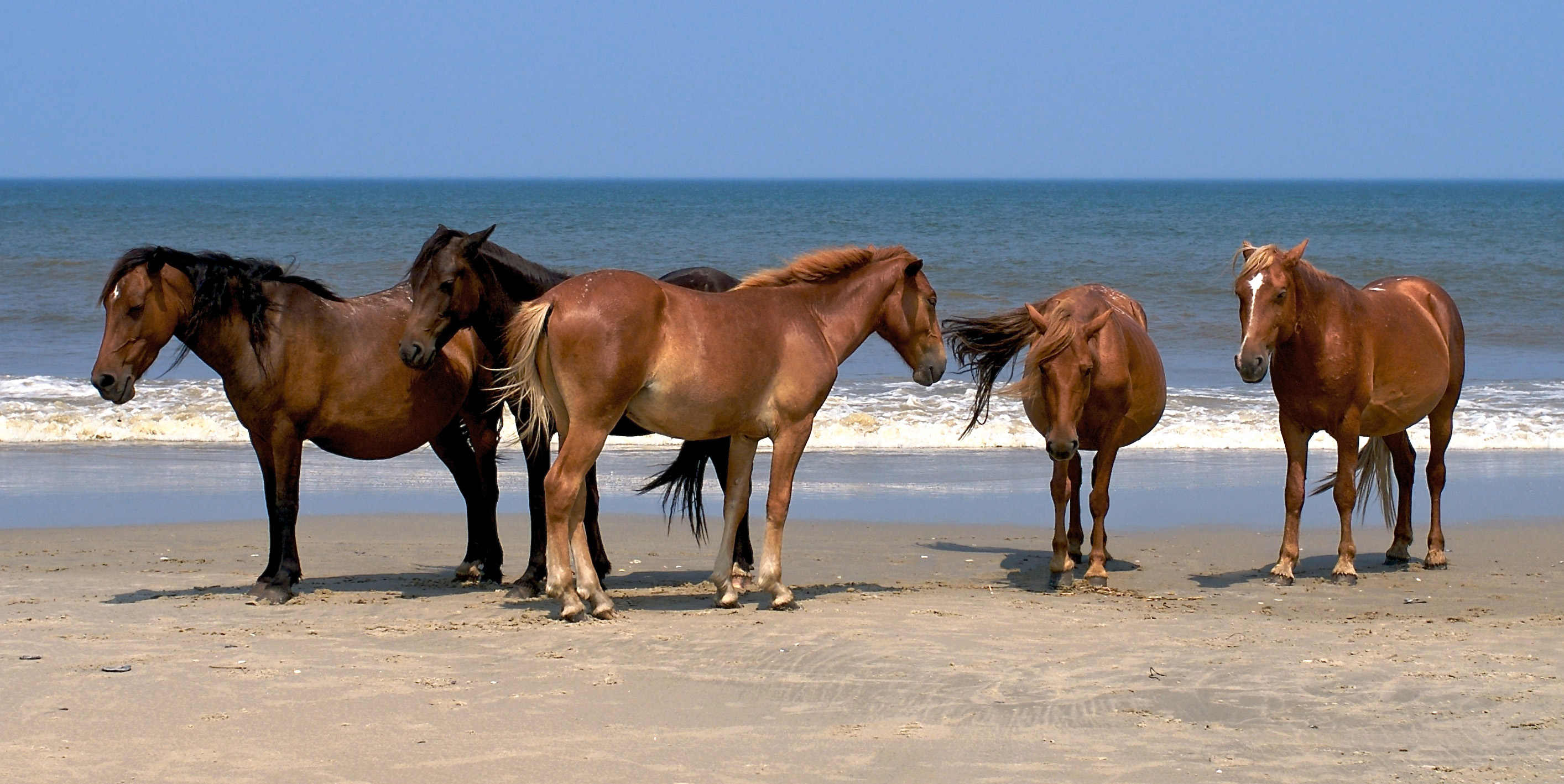
Spanyol musztángok Észak-Karolinában

Ma, az Amerikai Egyesült Államok tulajdonában levő állami földeken élő musztángok védelem alatt állnak. Lelőni és megmérgezni őket törvénybe ütköző cselekedetnek számít, és súlyos büntetést von maga után. Azonban, a távoli területeken a farmerek még mindig rendületlenül folytatják ezeket a tevékenységeket.

## Jellemzői
Az egyes egyedek külleme között nagy eltérések lehetnek a különböző genetikai hatások miatt. Általában a teste erős, zömök, ellenálló, dús sörénye és farokszőrzete van.

## Hasznosítása
Fő hasznosítása hátaslóként történik. A Területgazdálkodási Hivatal ellenőrzi a musztángpopulációt egy befogó program segítségével, felügyelik a húsmarhákkal folytatott versengést az élelemért. A legtöbb befogott lovat adoptálásra ajánlják fel. Azonban 2005 januárjában a Kongresszus módosította ezt a programot, miszerint a "10 éven felüli" vagy "a legalább háromszor sikertelenül adoptált" befogott lovak eladhatók mészárszékre. Az innen származó lóhúst Európába és Japánba szállítják, ahol magas áron adható el és csemegének számít.